# 이전충
이전충(李全忠, ? ~ 886년)은 중국 당나라 말기에 활약했던 군벌로, 885년 전임 노룡군(盧龍軍, 본부는 지금의 북경시에 있었다) 절도사 이가거를 타도한 후, 886년 사망할 때까지 노룡군을 통치하였다. 그의 두 아들 이광위·이광주 형제는 그의 사후에 차례로 절도사가 되었다.

## 생애

### 배경
이전충은 노룡군의 본부가 있었던 유주 범양(范陽, 지금의 북경) 출신으로, 언제 태어났는지는 알려져 있지 않다. 당 희종 때의 광명 연간 중에 그는 체주사마(棣州司馬, 현 산둥성 빈저우 시 후이민 현)를 지냈다. 그 기간 이후, 그는 노룡군 번진으로 돌아가서 절도사 이가거의 휘하에서 아장(牙將)으로 있었다.

### 노룡군을 탈취하다
885년 3월, 이가거와 그의 맹우(盟友)인 성덕군 절도사(成德軍節度使, 본거지는 현 허베이성 스자좡 시) 왕용은 의무군 절도사(義武軍節度使, 본거지는 현 허베이성 바오딩 시) 왕처존이 당시 가장 강대한 세력을 지닌 군벌이었던 하동절도사(河東節度使, 본거지는 현 산시성 타이위안시) 이극용과 동맹을 맺자 이를 우려하고 있었는데, 이는 이극용이 결국에는 자신들의 영지에 대한 계획을 갖고 있을 것을 두려워하였기 때문이었다. 그래서 그들은 노룡군과 성덕군 두 번진 사이에 놓여 있는 의무군 번진을 공동으로 공격하여 이를 멸망시키고 그 영지를 나누어 가지기로 약속하였다.
이것을 마친 이가거는 이전충을 파견하여 6만 명의 병력을 가지고 의무군 번진 관하의 역주(易州, 현 허베이성 바오딩 시 이 현)을 공격하게 하였다. 이전충의 비장(裨將) 유인공은 역주성의 성벽에 땅굴을 팠고, 마침내 노룡군의 군대는 그 땅굴을 이용하여 성 안으로 들어가서 그곳을 함락시킬 수 있었다. 그러나 막상 노룡군의 군대가 역주를 점령하고 나자, 그들은 교만해져서 의무군의 반격에 대한 조치도 취하지 않았다. 그 후, 왕처존은 3천 명의 병력을 가지고 밤에 그의 병사들에게 양털을 씌워 양처럼 보이게 한 다음, 역주성 아래로 접근해 왔다. 노룡군의 군대는 그들이 약탈할 많은 양떼들이 모여 있다고 여긴 나머지, 성 밖으로 뛰쳐나와 이를 약탈하러 나섰다. 의무군 병사들은 이들을 기습 공격하여 대파시키고, 역주를 탈환하였다. 이 패전 후, 이전충은 유주를 향해 달아났다.
이가거가 패전의 죄를 물어 자신을 처벌하려 들 것을 두려워한 이전충은 패잔병들을 수습해서 유주로 돌아가는 대신 그곳을 치기로 결심하였다. 그는 이가거를 습격하였고, 그 해 6월에 궁지에 몰려 급박해진 이가거는 가족들과 함께 누각에 올라가 분신 자살하기에 이르렀다. 이전충은 노룡군 번진을 접수하고 유후(留後)를 자칭하였다. 이때 이 행위는 조정에서도 인정받았고, 조정에서는 그 해 7월에 이전충을 노룡군 유후에 임명하였다.

### 단기간의통치
886년 봄에 희종은 이전충을 정식으로 노룡군 절도사에 임명하였다. 이전충은 그 해 8월에 사망하였는데, 조정에서는 그의 아들 이광위를 유후로 임명하였고, 이후 정식으로 절도사에 임명하였다.

## 참고 자료
- 《구당서》제180권 - 열전(列傳) 제130권
- 《신당서》제212권 - 열전 제137권 번진노룡(藩鎭盧龍)
- 《자치통감》제256권

| 전임 이가거 | 노룡군 절도사 885년 ~ 886년 | 후임 이광위 |